# Родерик Маккинън
 Родерик Маккинън (на английски: Roderick MacKinnon) е американски биофизик, невролог и бизнесмен, лауреат на Нобелова награда за химия от 2003 г. заедно с Питър Агре за работата си по структурата и действието на йонните канали.

## Ранен живот и образование
Маккинън е роден в Бърлингтън, Масачузетс, четвърто от общо седем деца. Баща му е пощенски служител, но по-късно се занимава с програмиране, докато майка му е учителка. Първоначално постъпва в Масачузетския университет в Бостън, но след година се премества в Брандейския университет, където получава бакалавърска степен по биохимия през 1978 г., изучавайки транспорта на калций през клетъчната мембрана. Именно там се запознава с бъдещата си съпруга, Алис Лий. След това Маккинън се записва в медицинския колеж към университета Тъфтс. Получава докторска степен по медицина през 1982 г. и получава обучение по вътрешна медицина в болницата Бет Израел в Бостън. Въпреки това, той не се чувства удовлетворен от медицинската професия, така че през 1986 г. се завръща в Брандейския университет, където продължава с постдокторанска работа в лаборатория.

## Научна дейност
През 1989 г. Маккинън е назначен за асистент в Харвардския университет, където изследва взаимодействието на калиевите канали с определен токсин, извличан от отровата на скорпион, като по този начин се запознава и с методите за пречистване на протеини и с рентгеновата кристалография. През 1996 г. се премества в Рокфелеровия университет като професор и началник на лабораторията по молекулярна невробиология и биофизика, където започва да работи по структурата на калиевите канали. Тези канали са от особено значение за нервната система и за сърцето, позволявайки на калиевите йони да преминат през клетъчната мембрана. Тези канали са пример за привидно неинтуитивна дейност – те позволяват преминаването на калиеви йони, докато в същото време не позволяват преминаването на много по-малките натриеви йони. Преди работата на Маккинън, подробната молекулярна архитектура на калиевите канали и точният механизъм, чрез който те провеждат йоните, са обект на спекулации. През 1998 г., въпреки пречките за структурното изучаване на интегралните мембранни протеини, които осуетяват повечето опити в продължение на години, Маккинън и колегите му определят триизмерната молекулярна структура на калиев канал от актинобактерията Streptomyces lividans, използвайки рентгенова кристалография. С тази структура и други биохимични експерименти, Маккинън и колегите му успяват да обяснят точния механизъм, чрез който настъпва селективността на калиевия канал.
Изследването, което му спечелва Нобеловата награда, е проведено главно в университета „Корнел“ и в Брукхейвънската национална лаборатория. През 2007 г. е избран за чуждестранен член на Кралската академия на науките и изкуствата на Нидерландия.
Маккинън е съизобретател на хранителна добавка за лечение и превенция на мускулни крампи.